# جيمس بلانشيه
جيمس روبنسون بلانشيه (27 فبراير 1796 - 30 مايو 1880) كان كاتبًا مسرحيًا ومتخصصًا بالأثريات وضابط أسلحة بريطانيًا. ألّف على مدار ما يقرب من 60 عامًا، أو كيّف أو شارك في تأليف 176 مسرحية في شتى الأنواع الأدبية كالغُلَواء والمهزلة والكوميديا والبورليتا (أوبرا هزلية قصيرة) والمشجاة والأوبرا. كان بلانشيه مسؤولًا عن إدخال الأزياء ذات الدقة التاريخية إلى المسرح البريطاني في القرن التاسع عشر، وأصبح فيما بعد خبيرًا معترفًا به في الأزياء التاريخية، ونشر عددًا من الأعمال حول هذا الموضوع.
أفضى اهتمام بلانشيه بالأزياء التاريخية إلى إجرائه أبحاثًا أثرية أخرى، كالبحث في شعارات النبالة وعلم الأنساب. انتُخب زميلًا في جمعية الآثار في عام 1829، وكان له تأثير في تأسيس الجمعية الأثرية البريطانية في عام 1843. عُين في منصب روج كروا بورسويفانت في عام 1854 ورُقي إلى منصب سومرست هيرالد في عام 1866، وتولى مهام رمزية وشرفية بصفته جزءًا من كلية الأسلحة. شملت مهامه إعلان السلام في نهاية حرب القرم ومنح الملوك الأجانب وسام الرباط.

## النشأة والشخصية
وُلد جيمس روبنسون بلانشيه في شارع بيرلنغتون القديم، في بيكاديلي بلندن عام 1796 لأبوين هما جاك بلانشيه وكاثرين إميلي بلانشيه. كان والداه أبناء عمومة اللاجئين الهوغونوتيين وأحفادهم الذين فروا إلى إنجلترا عام 1685 بعد إلغاء مرسوم نانت. كان جاك بلانشيه ساعاتيًا ماهرًا إلى حد ما، وهي حرفة تعلمها في جنيف، وكان معروفًا شخصيًا للملك جورج الثالث ملك المملكة المتحدة. نُطق اسمه «بلانك» أو «بلانكي» في بداية حياته، لكنه أضاف اللهجة الفرنسية، أو بالأحرى أعاد إضافتها، واستعاد النطق الفرنسي. اعتاد المحررون مع ذلك بين الحين والآخر أن يكتبوا فاكهين «عمل كذا الخاص بالسيد بلانك كان متخشبًا». (إذ تعني كلمة بلانك بالإنجليزية لوح الخشب).
تلقى بلانشيه تعليمه في المنزل حتى سن الثامنة على يد والدته (التي كتبت أطروحة عن التعليم). لم يكمل تعليمه المنزلي، إذ مرضت والدته وتوفيت عندما كان بلانشيه في التاسعة من عمره. أُرسل بعد ذلك إلى مدرسة داخلية ووصف تلك الفترة قائلًا: «زال إتقاني، وتفلّتت مني اللغة الفرنسية، التي تحدثتها بطلاقة في طفولتي». تدرب في عام 1808 على يد رسام المناظر الطبيعية الفرنسي، السيد دي كورت. درس وقتذاك المنظور والهندسة، ما ساعده فيما بعد في مساعيه المسرحية. لكن اختل هذا التدريب المهني بوفاة دي كورت بعد عامين. تدرب بلانشيه لدى بائع كتب، على أمل أن يمنحه هذا أيضًا فرصة لبيع كتاباته الخاصة. كان هذا المكان الذي بدأت تتطور فيه «نزعاته المسرحية» على حد تعبيره.
انضم إلى فرقة مسرحية للهواة خلال هذه الفترة، حيث مثل وكتب المسرحيات. شاهد الممثل الكوميدي جون بريت هارلي مخطوطة إحدى هذه المسرحيات المبكرة بعنوان أموروسو، ملك بريطانيا الصغيرة، بالصدفة وأدرك إمكاناتها، وجلبها تباعًا إلى مسرح دروري لين الملكي (ومثل فيها). أدت ردود الأفعال الإيجابية إلى فتح الباب أمام بلانشيه لينطلق في مسيرته المسرحية.

## الحياة
على الرغم من كثرة مسرحياته الناجحة، لم يكن بلانشيه ثريًا على الإطلاق، وضيقت عليه الحاجة إلى إعالة أحفاده. تحسنت الظروف عندما حصل في عام 1871 على معاش تقاعدي من القائمة المدنية بقيمة 100 جنيه إسترليني سنويًا «نظير خدماته الأدبية». توفي بلانشيه في منزله في تشيلسي في 30 مايو 1880 عن عمر يناهز 84 عامًا. كانت ثروته وقت وفاته أقل من 1000 جنيه إسترليني.
بلانشيه «استمتع كثيرًا بالانخراط في المجتمع ومقابلة المشاهير». حضر الأحاديث ووجبات الإفطار والسهرات بانتظام حيث «التقى معظم الشخصيات البارزة التي كانت تعيش في لندن وتعرّفهم». كان أحد الأعضاء المؤسسين لنادي غاريك في عام 1831. تحوي سيرته الذاتية نوادر عديدة لمعارفه من الأوساط المسرحية والأدبية. حظي بلانشيه أيضًا بتقدير كبير في حياته الخاصة.